# Mélisey (Yonne)
Mélisey ist eine französische Gemeinde mit 225 Einwohnern (Stand: 1. Januar 2022) im Département Yonne in der Region Bourgogne-Franche-Comté (vor 2016 Bourgogne); sie gehört zum Arrondissement Avallon und zum Kanton Tonnerrois.

## Geographie
Mélisey liegt etwa 40 Kilometer ostnordöstlich von Auxerre. Umgeben wird Mélisey von den Nachbargemeinden Chaserey im Norden, Étourvy im Nordosten, Trichey im Osten, Thorey im Osten und Südosten, Saint-Martin-sur-Armançon im Süden sowie Molosmes im Westen und Südwesten.

## Bevölkerungsentwicklung
| Jahr                       | 1962 | 1968 | 1975 | 1982 | 1990 | 1999 | 2006 | 2018 |
| Einwohner                  | 342  | 274  | 290  | 383  | 373  | 283  | 287  | 246  |
| Quellen: Cassini und INSEE |      |      |      |      |      |      |      |      |

## Sehenswürdigkeiten
- Kirche Saint-Aventin aus dem 15. Jahrhundert, Monument historique seit 1967

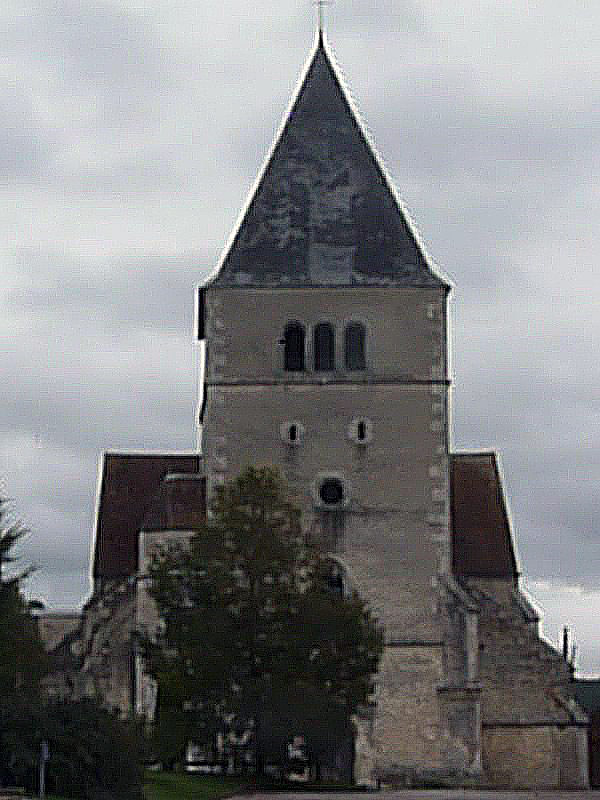
Kirche Saint-Aventin